# Килватерна следа
Кѝлватерна следа, Килватерна струя, Килватер (от холандски kielwater – кил и вода) е дирята (вълните), която кораб или плавателен съд оставя във водата след себе си. Корабите могат да плават „в килватер“ (един зад друг), когато това се налага от атмосферни или други условия.
Продължителността и дължината на килватерната струя зависи от водоизместимостта и скоростта на кораба (съда), а също от състоянието на морската повърхност.
Килватерна следа на подводница – област на неоднородност на физичните полета на морската среда, оставаща след преминаването на подводница (подводна лодка) в подводно положение (или аналогичен подводен апарат); времето на съществуването ѝ се определя от дълбочината на потапяне, скоростта на ПЛ, вълнението на морето, природата на физичното поле.
За бойният кораб е демаскиращ фактор.